# Saint-Palais-du-Né
Saint-Palais-du-Né är en kommun i departementet Charente i regionen Nouvelle-Aquitaine i västra Frankrike. Kommunen ligger  i kantonen Barbezieux-Saint-Hilaire som ligger i arrondissementet Cognac. År 2022 hade Saint-Palais-du-Né 305 invånare.

## Befolkningsutveckling
Antalet invånare i kommunen Saint-Palais-du-Né
Referens:INSEE